# Бюджетный процесс
Бюджетный процесс в российском законодательстве — деятельность государственных органов власти, органов местного самоуправления и иных участников по составлению и рассмотрению проектов бюджетов, утверждению и исполнению бюджетов, контролю за их исполнением, осуществлению бюджетного учёта, составлению, внешней проверке, рассмотрению и утверждению бюджетной отчётности.

## Бюджетный процесс
В соответствии с Бюджетным кодексом, правительство России вносит на рассмотрение Государственной Думы проект федерального бюджета на очередной финансовый год не позднее 15 сентября.
Федеральный бюджет рассматривается Госдумой в трёх чтениях.
В первом чтении принимаются основные параметры бюджета. Рассматривается:
- прогнозируемый объём доходов в очередной год и плановый период, с выделением объёма нефтегазовых доходов;
- приложения, с нормативами распределения доходов между уровнями бюджетной системы;
- общий объём расходов;
- верхний предел государственного внешнего и внутреннего долга;
- нормативная величина резервного фонда;
- дефицит или профицит федерального бюджета;

По Бюджетному кодексу, в ходе первого чтения Госдума не имеет права увеличивать доходы и дефицит федерального бюджета, если на эти изменения отсутствует положительное заключение правительства. В случае отклонения в первом чтении проекта федерального бюджета Госдума может:
- предоставить законопроект в согласительную комиссию (состав: совет федерации, правительство, Госдума);
- вернуть в правительство на доработку;
- поставить вопрос о доверии правительству.

Во втором чтении Госдума утверждает бюджет по разделам. Рассматривает:
- приложение к ФЗ, устанавливающие перечень главных администраторов доходов и главных администраторов источников финансирования дефицита бюджета;
- бюджетные ассигнования по разделам;
- программа предоставления государственных финансовых и государственных экспортных кредитов;
- программа государственно внутренних и внешних заимствований;

В третьем чтении — по подразделам. Утверждается ведомственная структура расходов федерального бюджета.
После принятия федерального бюджета Госдумой, в течение 5 дней передаёт на рассмотрение в Совет Федерации, который рассматривает его, отклоняет или утверждает, в течение 14 дней. Одобренный Советом Федерации, закон передаётся в течение 5 дней Президенту РФ для подписания и обнародования в СМИ.
До 2002 в ходе принятия федерального бюджета депутатам удавалось существенно увеличить некоторые его расходные статьи (как правило, социальные). В последние годы бюджет принимается в том виде, в каком он был внесён правительством.

## Стадии бюджетного процесса
Выделяют следующие стадии бюджетного процесса:
- составление проектов бюджетов — подготовка экономического обоснования доходов и расходов бюджета;
- утверждение проектов бюджетов — принятие нормативных правовых актов о бюджете соответствующего уровня на очередной финансовый год;
- исполнение бюджетов — получение доходов бюджета и распределение бюджетных средств в соответствии с нормативно-правовым актом о бюджете;
- контроль за исполнением бюджетов и отчёт об исполнении бюджетов — текущий контроль за использованием бюджетных средств в ходе исполнения бюджета и подведение итогов исполнения бюджета по окончании финансового года.

## Участники бюджетного процесса
Участниками бюджетного процесса РФ согласно п. 1 ст. 152 БК РФ являются:
1. Президент Российской Федерации;
2. высшее должностное лицо субъекта Российской Федерации, глава муниципального образования;
3. законодательные (представительные) органы государственной власти и представительные органы местного самоуправления (законодательные (представительные) органы);
4. исполнительные органы государственной власти (исполнительно-распорядительные органы муниципальных образований);
5. Центральный банк Российской Федерации;
6. органы государственного (муниципального) финансового контроля;
7. органы управления государственными внебюджетными фондами;
8. главные распорядители (распорядители) бюджетных средств;
9. главные администраторы (администраторы) доходов бюджета;
10. главные администраторы (администраторы) источников финансирования дефицита бюджета;
11. получатели бюджетных средств.